# (11846) Verminnen
(11846) Verminnen est un astéroïde de la ceinture principale.

## Description
(11846) Verminnen est un astéroïde de la ceinture principale. Il fut découvert le 21 septembre 1987 à Smolyan par Eric Walter Elst. Il présente une orbite caractérisée par un demi-grand axe de 2,54 UA, une excentricité de 0,12 et une inclinaison de 4,7° par rapport à l'écliptique.

## Compléments